# Volo Omega Aerial Refueling Services 70
Il volo Omega Aerial Refueling Services 70 doveva fornire rifornimenti aerei ai caccia F/A-18 della Marina statunitense. Si schiantò durante la corsa di decollo in seguito alla separazione di un motore.

## L'aereo

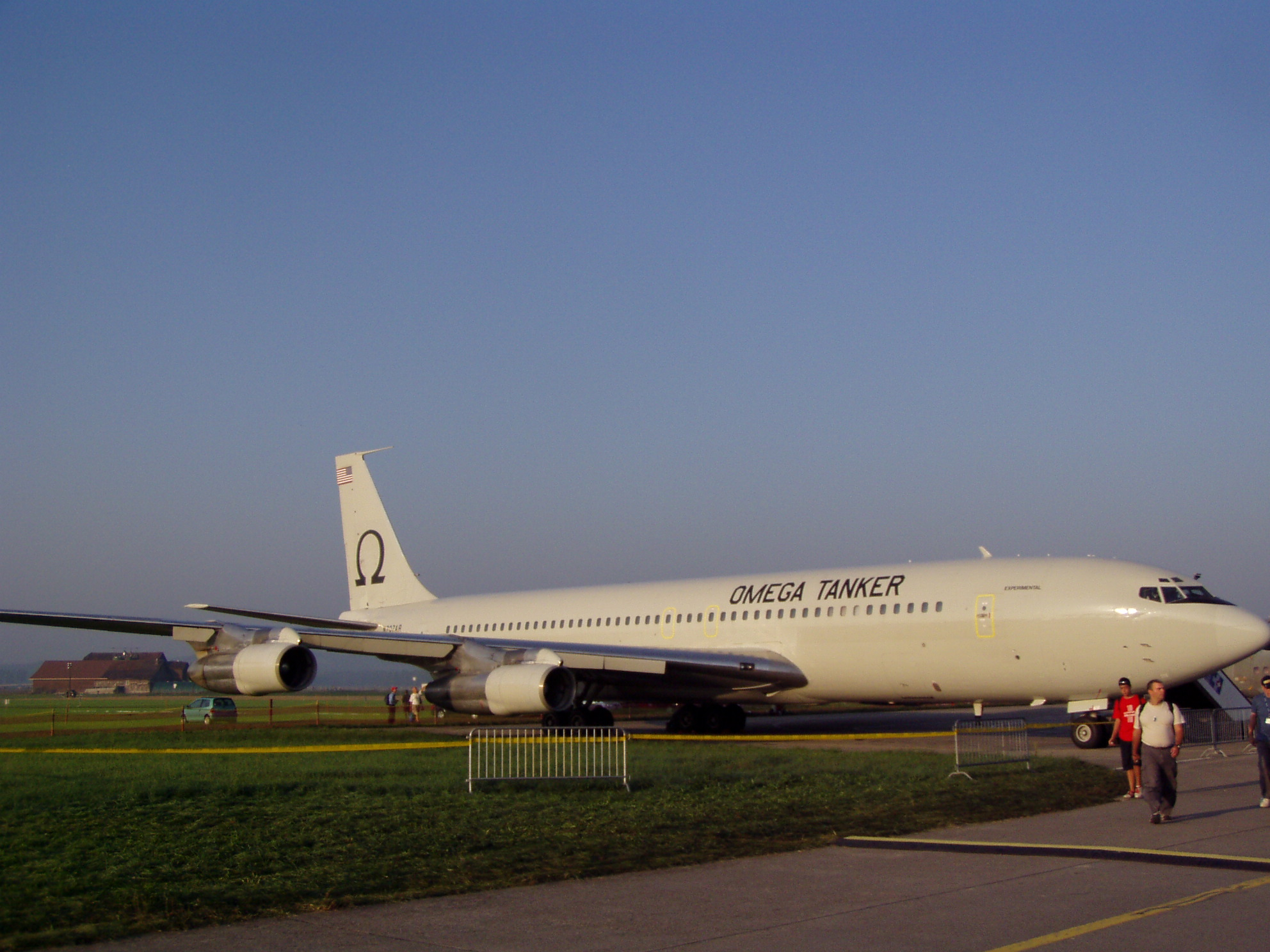
L'aereo coinvolto, visto qui nel 2004.

Il velivolo era un Boeing 707-321B modificato. Era stato costruito nel 1969 e al momento dell'incidente aveva accumulato 47 856 ore di volo in 15 186 cicli di decollo/atterraggio. L'aereo era già stato coinvolto in un incidente (con la precedente immatricolazione N892PA) il 20 febbraio 1969, in cui era uscito di pista dell'aeroporto di Sydney dopo aver subito un bird strike al motore numero 2 durante la rullata di decollo. Omega aveva acquistato l'aereo il 29 luglio 1994, prima di allora era stato di proprietà di 5 operatori. Nel 1996 è stato convertito in aerocisterna.

## L'incidente

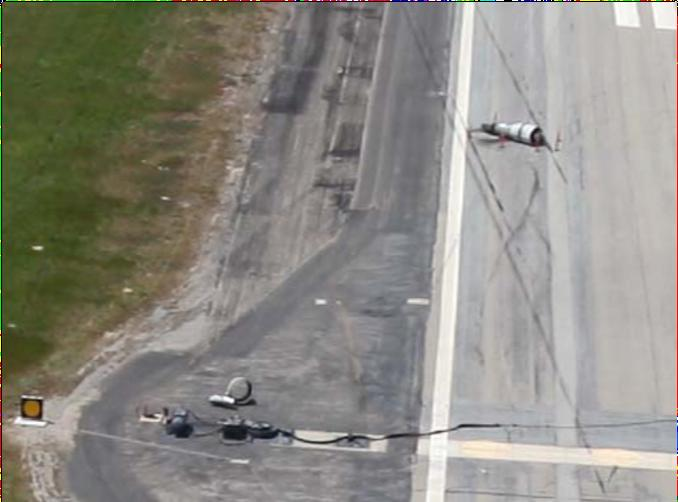
Il motore n.2, staccatosi e rimasto sulla pista.

L'equipaggio, composto dal comandante, dal primo ufficiale e dall'ingegnere di volo, effettuò un'ispezione pre-volo senza riscontrare nulla di anomalo. Durante il rullaggio vennero segnalati venti da 280° a 24 nodi (44 km/h), con raffiche a 34 nodi (63 km/h). L'equipaggio calcolò una velocità di decollo di 141 nodi (261 km/h) e una velocità di rotazione di 147 nodi (272 km/h) che i piloti aumentarono di 5 nodi (9,3 km/h) per compensare le raffiche. Alle 17:23 PDT, il volo venne autorizzato al decollo dalla pista 21 e l'equipaggio venne istruito a virare a sinistra a 160° dopo la partenza. La rullata di decollo avvenne normalmente e l'aereo si sollevò dalla pista.
Poco dopo il decollo, a 20 piedi (6,1 m) di altezza e a 7 000 piedi (2 100 m) di distanza dalla testata pista, il motore n. 2 si separò dall'ala e colpì la cappottatura del motore n.1, provocando una resistenza aerodinamica e una riduzione della spinta. Anche con l'alettone destro e il timone al massimo, l'aereo iniziò a scendere e a deviare verso sinistra. Il comandante abbassò il muso e livellò le ali, dopodiché l'aereo entrò in contatto con la pista diverse volte. Dopo l'atterraggio, l'aereo deviò a sinistra e si allontanò dalla pista, attraversando una via di rullaggio prima di fermarsi in una palude di acqua salata. Un incendio divampò e consumò la parte superiore della cabina e l'abitacolo. Tutti e tre i membri dell'equipaggio sopravvissero.

## Le indagini

### Problemi di integrità
Il raccordo midspar ha una configurazione ad angolo retto in cui la parte verticale si attacca alla paratia del pilone e quella orizzontale superiore e inferiore si inseriscono nel pilone. L'aletta al centro è collegata al raccordo di supporto della resistenza aerodinamica anteriore sul lato inferiore dell'ala. Furono osservate fratture del raccordo in corrispondenza dei codoli orizzontali superiori e inferiori, dove essi si fondono con l'aletta al centro del raccordo.
Secondo la Boeing, prima dell'incidente erano state segnalate 45 rotture di tale raccordo, tra cui 3 separazioni di motori.

### Bollettini di servizio
Tra il 1975 e il 1993 era stata pubblicata una serie di bollettini di servizio Boeing e di direttive di aeronavigabilità FAA per risolvere il problema di tali fratture. Queste prevedevano ispezioni sui raccordi dei motori n. 2 e n. 3, seguite da ripetute ispezioni visive. Quando i raccordi cominciarono a essere sostituiti con altri di raggio maggiore nelle aree critiche, le ispezioni vennero interrotte.
Omega condusse ispezioni visive dal 1996 al 2003, quando una revisione dei registri rilevò che i raccordi erano stati sostituiti dal precedente operatore dell'aereo nel 1983. Per questo motivo interruppe le ispezioni, ma quella successiva all'incidente dimostrò che tale sostituzione non era avvenuta. Per questo motivo si erano formate fratture da fatica nei vecchi raccordi inadeguati.

### Rapporto finale
L'NTSB stabilì che la probabile causa di questo incidente era stata: il cedimento di un raccordo, che era soggetto a fratture da fatica e che avrebbe dovuto essere sostituito con una versione più recente e più resistente alla fatica, come richiesto da una precedente direttiva di aeronavigabilità. Causa dell'incidente è stata anche un'errata registrazione della manutenzione effettuata da un precedente proprietario dell'aeromobile, che aveva riportato erroneamente di aver installato il raccordo più recente.